# Claude Petit (abbé)
Pour les articles homonymes, voir Claude Petit et Petit.
Claude Petit  est un prélat cistercien français du XVIIe siècle, abbé de La Ferté de 1677 à 1710.

## Biographie
Claude Petit, fils d’un gentilhomme dijonnais, est né le 6 décembre 1623. D’abord simple moine de La Ferté, il y est nommé maître des novices à 26 ans. Après avoir fait ses preuves comme prieur de diverses abbayes, il y revient en août 1677 comme abbé, élu à l’unanimité des voix. 
Il est béni le 21 mars 1678 dans l’église de Chaalis sous le nom de Claude III par Henri Félix de Tassy, évêque de Chalon. Il poursuit l'œuvre de ses prédécesseurs en édifiant le logis abbatial et le cloître, détruit les fortifications et comble les fossés. Il meurt le 3 janvier 1710 à l'âge de 86 ans après un gouvernement de 33 ans.

## Charges ecclésiastiques
Moine à La Ferté, Claude Petit est ensuite successivement :
- prieur de Maizières
- prieur de Pontigny
- prieur de Chaalis
- 42° abbé de La Ferté de 1677 à sa mort en 1710.

## Source
- Léopold Niepce, Histoire du canton de Sennecey-le-Grand (Saône-et-Loire) et de ses dix-huit communes, tome deuxième. Lyon : Impr. A. Vingtrinier, V. Cartay successeur, 1877, p. 320 – 321